# Ludvig Müller (skådespelare)

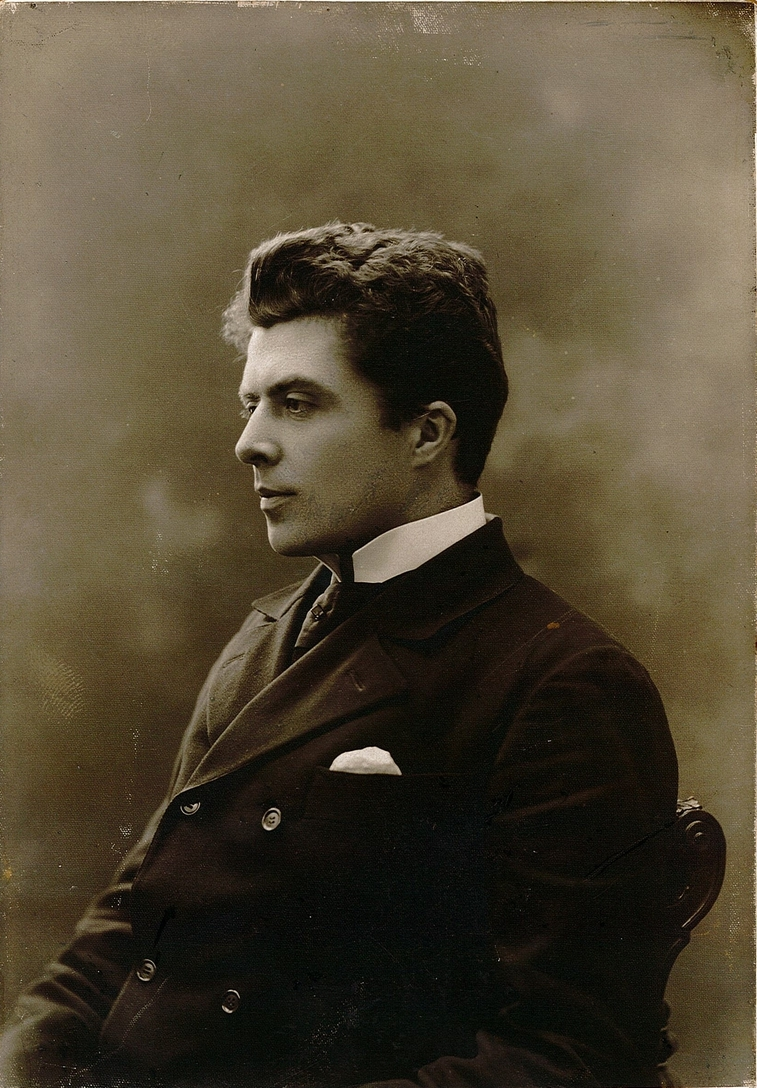
Ludvig Müller.

Ludvig August Müller, född den 29 mars 1868 i Bergen, död den 1 oktober 1922 i Bad Nauheim i Tyskland, var en norsk skådespelare och teaterchef. Han var son till sjökapten Bernt Ulrik August Müller och författarinnan Amalie Skram. 
Han debuterade 1897 på Christiania Theater som "Ambrosius" och var därefter skådespelare på Nationaltheatret och senare på Centralteatret. Han var 1913–1916 chef för Trondhjems Teater. Han var älskvärd och mångsidigt begåvad, skrev lättare skådespel och vers samt ledde under sina sista år turnéer, särskilt till Danmark, tillsammans med sin andra hustru, Margit Lunde-Müller (1881–1976). I sitt första äktenskap hade han varit gift med Signe Grieg (1868–1960).